# Carlo Gavazzi Holding
Die Carlo Gavazzi Holding AG mit Sitz in Steinhausen ist eine international tätige und auf Automatisierungstechnik spezialisierte Schweizer Unternehmensgruppe. Sie beschäftigt über 1'100 Mitarbeiter und erwirtschaftete im Geschäftsjahr 2018/2019 einen Umsatz von 155 Millionen Schweizer Franken. Das Unternehmen wurde 1931 in Mailand gegründet und verlegte in den 1970er Jahren seinen Konzernsitz in die Schweiz, wo es seit 1984 an der Schweizer Börse SIX Swiss Exchange kotiert ist.

## Tätigkeitsgebiet
Das Kerngeschäft des Konzerns bildet die Sparte Automation Components. Hier entwickelt, produziert und vertreibt Gavazzi elektronische Komponenten für Fabrik- und Gebäudeautomatisierung.